# Cabo da Roca
Cabo da Roca (în portugheză: [ˈkaβu ðɐ ˈʁɔkɐ]) sau Capul Roca constituie extremitatea vestică pentru lanțul muntos Sintra, pentru Portugalia continentală, pentru Europa continentală și pentru continentul Eurasia. Este situat în municipiul Sintra, în apropiere de Azóia, în sud-vestul districtului Lisabona.

## Istoric
Cabo da Roca a fost cunoscut romanilor sub denumirea de Promontorium Magnum, iar în Epoca Pânzelor - sub denumirea de Stânca Lisabonei.

## Geografie
Capul se află în Parcul Natural Sintra-Cascais, la 42 de kilometri vest de orașul Lisabona și la 18 kilometri sud-vest de Sintra. O locație (38°47′N 9°30′W) este înscrisă pe o placă de piatră, situată pe un monument amplasat pe cap.
Coasta de vest este un amestec de plaje nisipoase și promontorii stâncoase: în jurul Cabo da Roca, stâncile au mai mult de 100 de metri înălțime și sunt compuse din unități sedimentare puternic pliate și deformate. Aceste forme sunt întrerupte de plaje mici. Acest promontoriu al plajelor „înalte” este imersiunea extremă occidentală a vechiului masiv eruptiv Sintra, aceasta rezultând din prezența granitului roz la nord și al sienitului la Ribeira do Louriçal în sud. În vecinătatea Capului, există exemple geomorfologice de gabbro-diorit, brecie vulcanică și granit.
O parte din formațiunile de granit prezintă dovezi ale unei eroziuni costiere puternice, în timp ce în alte zone există depozite de calcar, încorporate în granit.
O mare parte din vegetația de pe cap este scundă și adaptată condițiilor de apă sărată și vânt. Odată ce este locuit de o varietate de organisme vegetale, Cabo da Roca a fost invadat specii de plante invazive Carpobrotus edulis. Această plantă, membru al familiei suculentelor Aizoaceae, a fost introdusă ca o acoperire a solului de către localnici, în urmă cu câteva decenii, dar acum acoperă o mare parte al terenului arabil de pe Cabo da Roca.
Multe păsări migratoare și marine se refugiază temporar pe lângă stânci și în golfurile protejate din zona de coastă.

## Diverse
Poetul portughez Luís de Camões a spus despre Cabo da Roca: „Acesta este locul unde se termină pământul și începe marea” (în portugheză: Onde a terra se acaba e o mar começa).
Pe Cabo da Roca se află un far, un birou poștal, un restaurant și un magazin de suveniruri, unde se pot cumpăra dovezi ale vizitei Cabo da Roca.